# Plasmaniletanolamin desaturaza
Plasmaniletanolamin desaturaza (EC 1.14.99.19, alkilacilglicerofosfoetanolaminska desaturaza, alkilacilglicero-fosforiletanolaminska dehidrogenaza, dehidrogenaza, alkil-acilglicerofosforiletanolamin, 1-O-alkil-2-acil-sn-glicero-3-fosforiletanolaminska desaturaza, 1-O-alkil 2-acil-sn-glicero-3-fosforiletanolaminska desaturaza) je enzim sa sistematskim imenom O-1-alkil-2-acil-sn-glicero-3-fosfoetanolamin,vodonik-donor:kiseonik oksidoreduktaza. Ovaj enzim katalizuje sledeću hemijsku reakciju:
O-1-alkil-2-acil--glicero-3-fosfoetanolamin + 2 + O2 {\displaystyle \rightleftharpoons } O-1-alk-1-enil-2-acil--glicero-3-fosfoetanolamin + A + 2H2O
Za rad ovog enzima je neophodan NADPH ili NADH.

## Literatura
- Nicholas C. Price; Lewis Stevens (1999). Fundamentals of Enzymology: The Cell and Molecular Biology of Catalytic Proteins (Third изд.). USA: Oxford University Press. ISBN 019850229X.
- Eric J. Toone (2006). Advances in Enzymology and Related Areas of Molecular Biology, Protein Evolution (Volume 75 изд.). Wiley-Interscience. ISBN 0471205036.
- Branden C; Tooze J. Introduction to Protein Structure. New York, NY: Garland Publishing. ISBN 0-8153-2305-0.
- Irwin H. Segel. Enzyme Kinetics: Behavior and Analysis of Rapid Equilibrium and Steady-State Enzyme Systems (Book 44 изд.). Wiley Classics Library. ISBN 0471303097.

## Spoljašnje veze
- Plasmanylethanolamine+desaturase на 